# Eric Sardinas

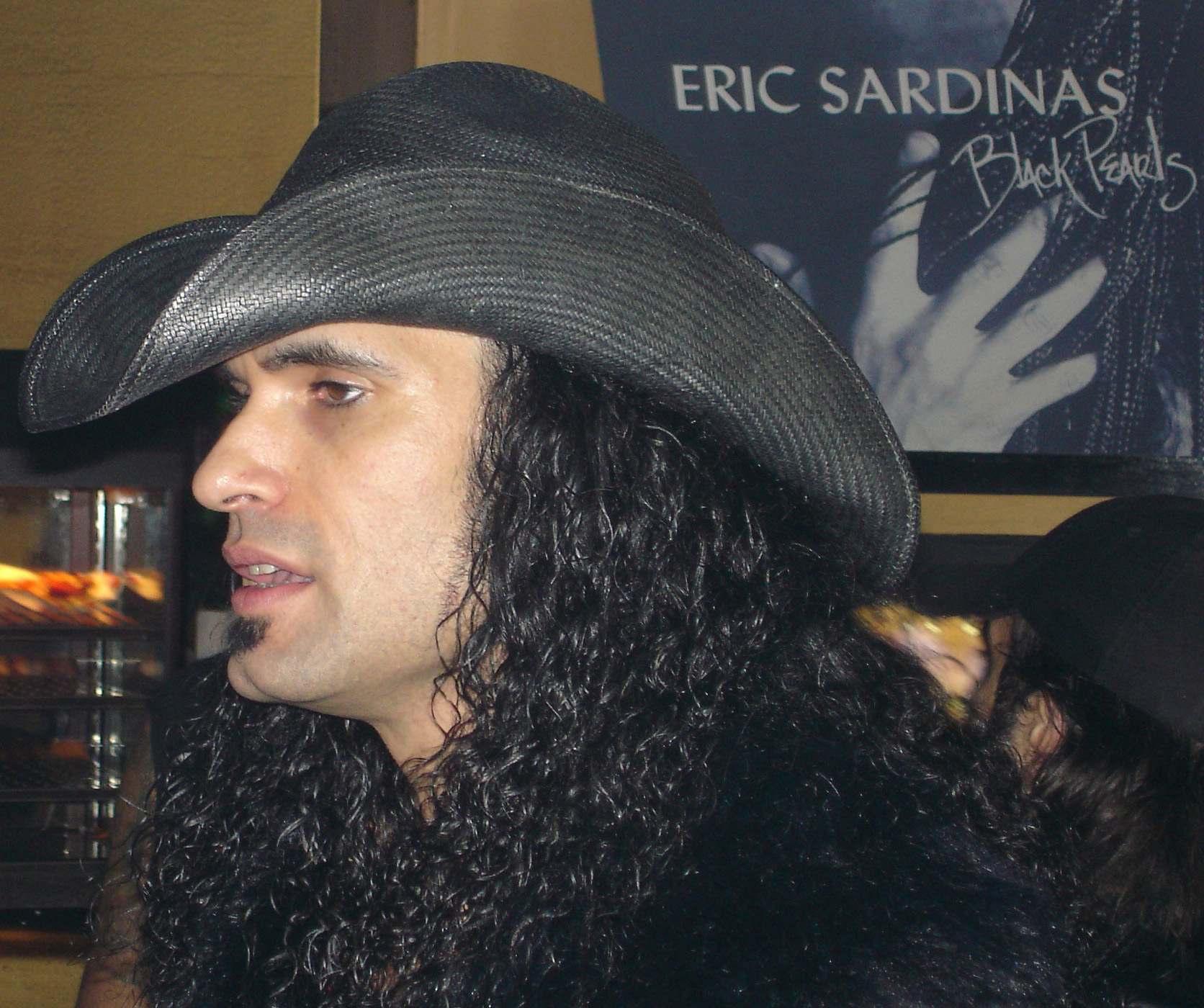
Eric Sardinas.

Eric Sardinas es un guitarrista estadounidense de blues rock nacido en Fort Lauderdale, Florida, en 1970. Es conocido por su uso de la guitarra resofónica y por sus potentes actuaciones en directo. Utiliza dos guitarras, una con afinación abierta en G (Sol), y otra con afinación abierta en D (Re).
Cogió por primera vez una guitarra a los seis años y aprendió a tocar escuchando antiguos discos de artistas como Charlie Patton o Muddy Waters. A pesar de haber nacido zurdo aprendió a tocar como un diestro, lo que para algunos explica su espectacular forma de tocar.
Actualmente acaba de firmar con el sello Favored Nations del guitarrista Steve Vai, para quien también abrió los conciertos de su gira mundial The Real Illusions Tour 2005.

## Discografía
- Treat Me Right (1999)
- Angel Face (2000, Single)
- Devil's Train (2001)
- Black Pearls (2003)
- Eric Sardinas And Big Motor (2008)
- Sticks and Stones (2011)
- Boomerang (2014)